# Хокудзан
Хокудзан (яп. 北山, «Северная Гора») — одно из трёх государств, существовавших на Окинаве в XIV — нач. XV вв. Столицей являлся город Накидзин.

## История
В 1314 году умер Эйдзи, правитель острова Окинава, и трон достался его сыну — Тамагусуку. Но новый правитель не нравился местным вождям, и один из них, Хандзи, основал на севере острова новое государство — Хокудзан. Ещё один влиятельный вождь — Офусато основал на юге острова Нандзан. Таким образом, под властью Тамагусуку осталась лишь центральная часть Окинавы, образовавшая княжество Тюдзан.
Хотя Хокудзан было самым крупным из трёх княжеств, оно являлось также и самым бедным и малонаселённым. Большую часть княжества занимали необжитые территории, а сельское хозяйство было хуже, чем в Нандзане и Тюдзане. Кроме того, в Хокудзане не было хорошего порта. Тем не менее, княжество поддерживало торговые связи с Явой, Суматрой, Аютей и др.
В 1372 году Хокудзан, как и другие княжества острова, стало данником империи Мин.
С самого момента основания серьёзную угрозу для Хокудзана представляло Тюдзан. И в 1416 году, когда разногласия между правителем Хокудзана и его вассалами ослабили княжество, правитель Тюдзана, Сё Сисё, напал на него. После ожесточенной обороны Накидзин пал, а правитель и его ближайшее окружение покончили жизнь самоубийством. Хокудзан было присоединено к Тюдзану.
В 1429 году, через пятнадцать лет после падения Хокудзана, княжество Тюдзан покорило Нандзан. В результате возникло единое окинавское государство — Рюкю.

## Правители
| Имя на русском | Имя на Кандзи | Годы правления | Династия        | Примечание                                                 |
| -------------- | ------------- | -------------- | --------------- | ---------------------------------------------------------- |
| Хандзи         | 怕尼芝        | 1314—1395      | династия Хандзи | Основатель Хокудзана.                                      |
| Мин            | 珉            | 1396—1400      | династия Хандзи |                                                            |
| Хананчи        | 攀安知        | 1401—1416      | династия Хандзи | В 1416 году Хокудзан покорено Сё Сисё, правителем Тюдзана. |